# Folker Skulima
Folker Skulima (* 28. April 1940; † 23. April 2025) war ein deutscher Galerist und Kunstsammler.

## Leben
Skulima studierte Germanistik und Romanistik in Heidelberg und Barcelona. Nach mehrjähriger Tätigkeit für Film und Theater zog er 1968 nach West-Berlin, war zwischendurch Galerieleiter von Reinhard Onnasch und gründete 1969 die eigene Galerie Folker Skulima in der Fasanenstraße. Er gehörte zu den ersten Galeristen, die einen neuen Raum für zeitgenössische Kunst, wie Prozess- und Konzeptkunst, in der Stadt eröffneten und durch internationale Ausrichtung einen Gegenpol zur damaligen Berlinkunst schufen.
1975 zählte er zum dreiköpfigen Gründungsvorstand des Bundesverbandes Deutscher Galerien. Über 15 Jahre gehörte er dem Ausstellerbeirat der Art Basel und in den 1980er Jahren dem Ausstellerbeirat der Art Chicago an.
Im August 1975 war er im Auftrag des Berliner Senats Kurator der Ausstellung „8 from Berlin“ für das Edinburgh-Festival. Im Frühjahr 2003 kuratierte er für die Neue Nationalgalerie die Ausstellung „Alexis Akrithakis“. Im Jahr 2005 realisierte er mit anderen die Ausstellung „Affinities“ in der Peggy Guggenheim Collection in Venedig.
Seit den 1990er Jahren konzentrierte er sich auf das Kuratieren und die Arbeit an seiner umfangreichen Sammlung. Folker Skulima lebte in Berlin und New York. Mit seiner im Dezember 2018 gegründeten Kunststiftung förderte er zeitgenössische Kunst und Kultur aller Sparten.

## Galerie Folker Skulima
1969 zeigte Skulima in seiner ersten Berliner Ausstellung Arbeiten von Andy Warhol. 1970 folgten Ausstellungen u. a. mit Marcel Broodthaers, Gilbert & George, Daniel Buren und Lawrence Weiner. 1971/72 zeigte Skulima u. a. Cy Twombly, Jannis Kounellis und Mario Merz.
1977 wählte Edward Kienholz die Galerie Skulima für die Premiere seiner weltberühmten The Art Show aus. Er zeigte Ausstellungen mit Werken von Max Ernst, Hannah Höch und Jean Fautrier sowie Gruppenausstellungen zu Dada, Surrealismus und Konstruktivismus mit Künstlern wie Marcel Duchamp, Francis Picabia, Raoul Hausmann, René Magritte oder El Lissitzky. In den späten 1970er Jahren engagierte er sich für die „Neuen Wilden“. Ab 1983 betreute Volker Diehl Skulimas Ausstellungen und übernahm 1990 die Räume der Galerie unter eigener Firma.
Skulima veröffentlichte mehrere schmale Ausstellungskataloge unter seinem Firmennamen.
Skulima war langjähriges Mitglied des Vereins der Freunde der Nationalgalerie.

## Kunststiftung Folker Skulima
Im Dezember 2018 wurde die Kunststiftung Folker Skulima gegründet. „Die Kunststiftung Folker Skulima verfolgt den Zweck, die Bedeutung von Kunst und Kultur in einer demokratischen, freien und pluralen Gesellschaft zu stärken; damit fördert sie die gemeinnützigen Zwecke von Kunst und Kultur sowie Bildung.“
Erster Preisträger der Stiftung war der deutsche Künstler Jakob Mattner, der im Dezember 2019 bei Grisebach in Berlin mit einer umfangreichen Ausstellung geehrt wurde und dort den Preis entgegennahm. Zweite Preisträgerin wurde 2020 die Schriftstellerin Monika Rinck. Weitere Preisträger sind Julian Rosefeldt (2021), Peter Raue (2022), Katja Petrowskaja (2023) und Konstantino Dregos (2024).